# 全国中小学生安全教育日
全国中小学生安全教育日是中国教育界的一个特別日子，订立在3月的最后一个星期一。2009年全国中小学生安全教育日的主题为“加强防灾减灾，建设和谐校园”。